# BMS Scuderia Italia
BMS Scuderia Italia – włoski zespół wyścigowy i były zespół rajdowy, były uczestnik wyścigów Formuły 1. Zespół został założony przez włoskiego magnata stali Giuseppe Lucchiniego w 1983 roku jako Brixia Motor Sport (BMS), choć jego początki sięgają roku 1980. Początkowo uczestniczył w Rajdowych Mistrzostwach Włoch, a w 1987 roku zadebiutował w wyścigowej serii WTCC. Przemianowany na BMS Scuderia Italia, w latach 1988–1993 uczestniczył w wyścigach Formuły 1, dwukrotnie osiągając miejsce na podium. Po wycofaniu się z Formuły 1 zespół zaangażował się w serie wyścigowe samochodów o zamkniętym nadwoziu, takie jak STW, FIA GT, CIS, Mistrzostwa Świata Prototypów, International GT Open czy Le Mans Series.
Zespół był powiązany z różnymi producentami samochodów, takimi jak Alfa Romeo, Lancia, Ferrari, Nissan, Porsche czy Aston Martin. W okresie ich uczestnictwa w Formule 1 nadwozia dostarczały im takie firmy jak Dallara i Lola.

## Historia

### Początki
Początki zespołu sięgają roku 1980. Wtedy to włoski magnat rynku stali oraz entuzjasta motorsportu, Giuseppe Lucchini, wraz z innymi miłośnikami sportu samochodowego postanowił wystawić zespół w Mistrzostwach Włoch. Zespół nazywał się Scuderia Mirabella Mille Miglia. Zakupiono Osellę PA8 z silnikiem BMW. Kierowcą został Giorgio Francia. Francia wygrał 9 z 10 wyścigów w sezonie. Rok później Lella Lombardi wygrała Włoskie Mistrzostwa GR6. W 1983 roku zespół został rozwiązany.
W 1983 roku utworzono zespół o nazwie Brixia Motor Sport. W jego barwach w Rajdowych Samochodowych Mistrzostwach Włoch Alfą Romeo GTV6 ścigał się Giacomo Bossini. W 1985 roku zamieniono samochód na Lancię 037. Rok później Bossini jeździł modelami 037 oraz Delta S4. Wtedy też zajął 3. miejsce w klasyfikacji Mistrzostw Włoch. W 1987 roku Alfą Romeo 75 Turbo nadal startowano w Mistrzostwach Włoch, ale zadebiutowano także w serii WTCC. Na przełomie lipca i sierpnia postanowiono, iż zespół zadebiutuje w Formule 1.

### Formuła 1
Lucchini postanowił, iż będzie kupował samochody od Dallary, a kierowcą zostanie młody Alex Caffi. W debiucie zespołu Caffi nie zdołał się prekwalifikować, ponieważ wystawiono stary i używany samochód Formuły 3000 – Dallarę 3087. Od Grand Prix San Marino wystawiano już Dallarę F188. Zespół nie zdobył punktów, a najlepszym rezultatem było siódme miejsce w Grand Prix Portugalii.
Na sezon 1989 postanowiono wystawić dwóch kierowców: zachowano Caffiego, a jako jego partnera zespołowego obrano doświadczonego Andreę de Cesarisa. W Monako Caffi zdobył pierwsze punkty za czwarte miejsce, natomiast w Kanadzie de Cesaris był trzeci, zdobywając pierwsze dla zespołu podium. Ogółem Scuderia Italia z ośmioma punktami zajęła ósme miejsce w klasyfikacji zespołów.
Po sezonie 1989 Caffi odszedł z zespołu, a na jego miejsce przyszedł Gianni Morbidelli, którego po dwóch Grand Prix zastąpił Emanuele Pirro. Dallara F190 była samochodem niedostatecznie rozwiniętym w stosunku do poprzednika oraz zawodnym, co spowodowało, iż zespół w całym sezonie nie zdobył ani punktu, najlepiej finiszując na 10 pozycji.
Przed sezonem 1991 doszło w zespole do dwóch ważnych zmian. De Cesaris odszedł do Jordana, a zastąpił go JJ Lehto. BMS Scuderia Italia zrezygnowała także z silników Ford, które nie zapewniały wystarczającej mocy. Postanowiono skorzystać z silników Judd, które pozwoliły także na zbudowanie wydajniejszego aerodynamicznie samochodu. Silnik był zawodny, ale mimo tego JJ Lehto zdobył drugie dla zespołu podium, na Imoli. Ogółem BMS Scuderia Italia zdobyła 5 punktów i zajęła ósme miejsce.
Na sezon 1992 kierowcami zespołu byli JJ Lehto i Pierluigi Martini. Wymieniono silniki Judd na mocniejsze jednostki Ferrari. Jednakże wyniki pogorszyły się, jedynie Martini zdołał zdobyć dwa punkty, co dało zespołowi dziesiątą pozycję.
W sezonie 1993 zespół zmienił dostawcę nadwozi z Dallary na oferującą tańsze pojazdy Lolę. Kierowcy zespołu, Michele Alboreto i debiutant Luca Badoer, nie zdołali wywalczyć ani punktu, kilkakrotnie się nie kwalifikowali, a Lola T93/30 była najwolniejszym samochodem w stawce. Po czternastu wyścigach sezonu zespół wycofał się, tłumacząc się tym, że prywatny zespół niebudujący własnych samochodów nie mógł być dłużej konkurencyjny.

### Po Formule 1
W 1994 roku BMS Scuderia Italia powróciła do wyścigów samochodów turystycznych. Wystawiono Nissana Primerę w niemieckiej serii Super Tourenwagen Cup, i uczestniczono w niej do 1996 roku. Kierowcami byli Michael Bartels (1994), Ivan Capelli (1994–1995), Sascha Maassen (1995), Kieth O'Dor (1995) i Anthony Reid (1996). Najwyższym miejscem w tej serii dla zespołu było szóste miejsce Bartelsa w klasyfikacji ogólnej w 1994 roku. W 1995 roku O'Dor odniósł jedyne zwycięstwo dla BMS w serii STC, na torze AVUS.
W 1997 roku zespół zajął dziewiąte miejsce w serii FIA GT na Porsche 911 GT1. W tym samym roku wystawiono ten sam pojazd w wyścigu 24h Le Mans, a kierowcami byli Pierluigi Martini, Christian Pescatori i Antônio Hermann de Azevedo, którzy zdołali zająć ósme miejsce i czwarte w klasie GT1.
Pescatori kontynuował starty dla zespołu, który w 1998 roku wystawił Alfę Romeo 155 w serii Campionato Italiano Superturismo. Włoski kierowca zajął czwarte miejsce w klasyfikacji ogólnej.
W latach 1999–2001 BMS Scuderia Italia wystawiała Ferrari 333 SP w Mistrzostwach Świata Prototypów. W 2001 roku zespół wygrał tę serię, a w latach 1999–2000 był drugi.
W 2002 roku powrócono do serii FIA GT, w której zespół uczestniczy do dziś. W serii tej zespół wystawiał różne samochody, takie jak Ferrari 550-GTS Maranello, Aston Martin DBR9 czy Porsche 911 GT3. W latach 2003–2004 zespół wygrał tę serię, a w latach 2006–2007 był drugi. Ponadto w 2005 roku zespół wygrał Le Mans Endurance Series w klasie GTS/GT1 oraz Włoskie Mistrzostwa FIA GT w klasie GT1.

## Wyniki w Formule 1
| Legenda oznaczeń w tabelach wyników Wyświetl szablon na nowej stronie | Legenda oznaczeń w tabelach wyników Wyświetl szablon na nowej stronie                                                                     |
| Oznaczenie                                                            | Wyjaśnienie |
| --------------------------------------------------------------------- | --- |
| Złoty                                                                 | Zwycięzca lub mistrzostwo |
| Srebrny                                                               | 2. miejsce lub wicemistrzostwo |
| Brązowy                                                               | 3. miejsce lub II wicemistrzostwo |
| Zielony                                                               | Ukończył, punktował (w klasyfikacji generalnej, gdy zdobył co najmniej jeden punkt na przestrzeni sezonu, poza trzema powyższymi opcjami) |
| Niebieski                                                             | Ukończył, nie punktował (w klasyfikacji generalnej, gdy nie zdobył co najmniej jednego punktu na przestrzeni sezonu)                      |
| Czerwony                                                              | Nie zakwalifikował się (NZ) |
| Czerwony                                                              | Nie prekwalifikował się (NPK) |
| Różowy                                                                | Nie ukończył (NU) |
| Różowy                                                                | Niesklasyfikowany (NS) (w klasyfikacji generalnej, gdy nie został sklasyfikowany w żadnym wyścigu sezonu)                                 |
| Czarny                                                                | Zdyskwalifikowany (DK) |
| Czarny                                                                | Wykluczony (WYK/EX) |
| Biały                                                                 | Nie wystartował (NW) |
| Biały                                                                 | Kontuzjowany (K/INJ) |
| Biały                                                                 | Wyścig odwołany (OD/C) |
| Bez koloru                                                            | Został wycofany (WYC/WD) |
| Bez koloru                                                            | Nie przybył (NP/DNA) |
| Bez koloru                                                            | Nie brał udziału w treningach (NT/DNP) |
| Bez koloru                                                            | Nie został zgłoszony (–) |
| Pogrubienie                                                           | Start z pole position |
| Kursywa                                                               | Najszybsze okrążenie wyścigu |
| †                                                                     | Nie ukończył, ale jego rezultat został zaliczony ze względu na przejechanie więcej niż 90% dystansu wyścigu.                              |
| *                                                                     | Sezon w trakcie |
| 1/2/3                                                                 | Punktowana pozycja w sprincie kwalifikacyjnym                                                                                             |
| Lista systemów punktacji Formuły 1                                    | |

| Rok  | Samochód                  | Silnik      | Opony | Kierowcy          | 1   | 2   | 3   | 4   | 5   | 6   | 7   | 8   | 9   | 10  | 11  | 12  | 13  | 14  | 15  | 16  | Punkty | Msc. |
| ---- | ------------------------- | ----------- | ----- | ----------------- | --- | --- | --- | --- | --- | --- | --- | --- | --- | --- | --- | --- | --- | --- | --- | --- | ------ | ---- |
| 1988 | Dallara 3087 Dallara F188 | Ford V8     | G     |                   | BRA | SMR | MON | MEX | CAN | USE | FRA | GBR | DEU | HUN | BEL | ITA | POR | ESP | JPN | AUS | 0      | –    |
| 1988 | Dallara 3087 Dallara F188 | Ford V8     | G     | Alex Caffi        | NPK | NU  | NU  | NU  | NPK | 8   | 12  | 11  | 15  | NU  | 8   | NU  | 7   | 10  | NU  | NU  | 0      | –    |
| 1989 | Dallara F189              | Ford V8     | P     |                   | BRA | SMR | MON | MEX | USA | CAN | FRA | GBR | DEU | HUN | BEL | ITA | POR | ESP | JPN | AUS | 8      | 8    |
| 1989 | Dallara F189              | Ford V8     | P     | Alex Caffi        | NPK | 7   | 4   | 13  | NU  | 6   | NU  | NPK | NU  | 7   | NU  | 11  | NU  | NU  | 9   | NU  | 8      | 8    |
| 1989 | Dallara F189              | Ford V8     | P     | Andrea de Cesaris | 13  | 10  | 13  | NU  | 8   | 3   | NPK | NU  | 7   | NU  | 11  | NU  | NU  | 7   | 10  | NU  | 8      | 8    |
| 1990 | Dallara F190              | Ford V8     | P     |                   | USA | BRA | SMR | MON | CAN | MEX | FRA | GBR | DEU | HUN | BEL | ITA | POR | ESP | JPN | AUS | 0      | –    |
| 1990 | Dallara F190              | Ford V8     | P     | Gianni Morbidelli | NZ  | 14  |     |     |     |     |     |     |     |     |     |     |     |     |     |     | 0      | –    |
| 1990 | Dallara F190              | Ford V8     | P     | Emanuele Pirro    |     |     | NU  | NU  | NU  | NU  | NU  | 11  | NU  | 10  | NU  | NU  | 15  | NU  | NU  | NU  | 0      | –    |
| 1990 | Dallara F190              | Ford V8     | P     | Andrea de Cesaris | NU  | NU  | NU  | NU  | NU  | 13  | DK  | NU  | NZ  | NU  | NU  | 10  | NU  | NU  | NU  | NU  | 0      | –    |
| 1991 | Dallara F191              | Judd V10    | P     |                   | USA | BRA | SMR | MON | CAN | MEX | FRA | GBR | DEU | HUN | BEL | ITA | POR | ESP | JPN | AUS | 5      | 8    |
| 1991 | Dallara F191              | Judd V10    | P     | Emanuele Pirro    | NU  | 11  | NPK | 6   | 9   | NPK | NZ  | 10  | 10  | NU  | 8   | 10  | NU  | 15  | NU  | 7   | 5      | 8    |
| 1991 | Dallara F191              | Judd V10    | P     | JJ Lehto          | NU  | 3   | 11  | 11  | NU  | NU  | NU  | 13  | NU  | NU  | NU  | NU  | NU  | 8   | NU  | 12  | 5      | 8    |
| 1992 | Dallara F192              | Ferrari V12 | G     |                   | RSA | MEX | BRA | ESP | SMR | MON | CAN | FRA | GBR | DEU | HUN | BEL | ITA | POR | JPN | AUS | 2      | 10   |
| 1992 | Dallara F192              | Ferrari V12 | G     | JJ Lehto          | NU  | 8   | 8   | NU  | 11  | 9   | 9   | 9   | 13  | 10  | NZ  | 7   | 11  | NU  | 9   | NU  | 2      | 10   |
| 1992 | Dallara F192              | Ferrari V12 | G     | Pierluigi Martini | NU  | NU  | NU  | 6   | 6   | NU  | 8   | 10  | 15  | 11  | NU  | NU  | 8   | NU  | 10  | NU  | 2      | 10   |
| 1993 | Lola T93/30               | Ferrari V12 | G     |                   | RSA | BRA | EUR | SMR | ESP | MON | CAN | FRA | GBR | DEU | HUN | BEL | ITA | POR | JPN | AUS | 0      | –    |
| 1993 | Lola T93/30               | Ferrari V12 | G     | Michele Alboreto  | NU  | 11  | 11  | NZ  | NZ  | NU  | NZ  | NZ  | NZ  | 16  | NU  | 14  | NU  | NU  |     |     | 0      | –    |
| 1993 | Lola T93/30               | Ferrari V12 | G     | Luca Badoer       | NU  | 12  | NZ  | 7   | NU  | NZ  | 15  | NU  | NU  | NU  | NU  | 13  | 10  | 14  |     |     | 0      | –    |